# Ènema

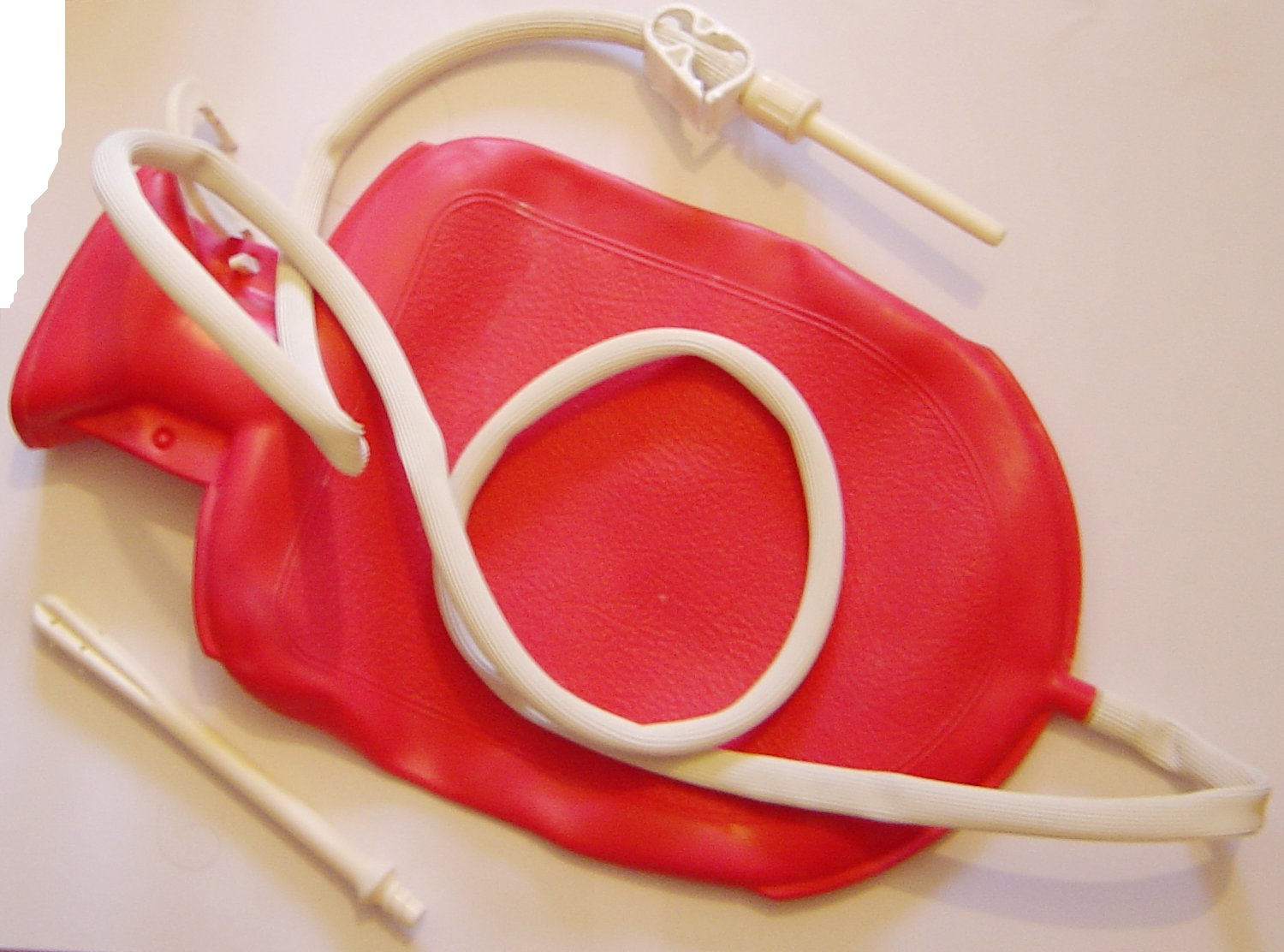
Bossa d'un ènema

L'ènema o lavativa, dita popularment ajuda o servicial és el procediment d'introduir líquids al recte i al còlon per l'anus. Els ènemes poden dur-se a terme per diversos motius mèdics (com el tractament del restrenyiment), per a netejar l'anus a fi (o abans) de tenir relacions anals o com a part de teràpies alternatives. Triga vora vint minuts a fer efecte. La posició de Sims és la millor per l'administració.

## Tipus d'ènemes

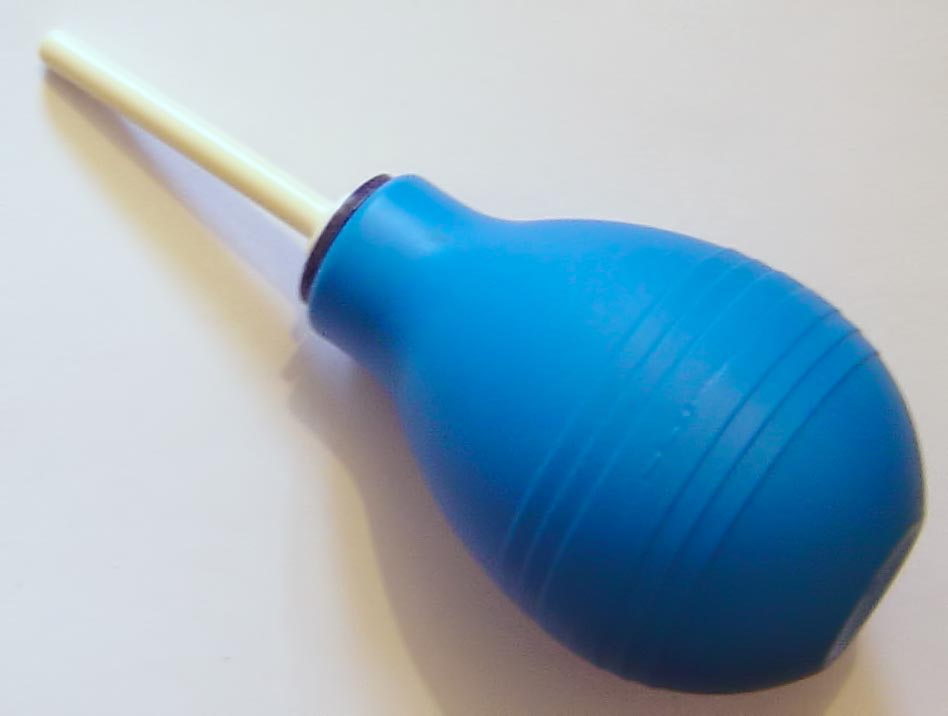
Pera de goma usada per a fer ènemes anals

Els ènemes mèdics o per higiene s'usen de fa segles i són sobretot de dues menes:

### Ènemes evacuants
Els ènemes evacuants que generalment actuen immediatament (15 a 20 minuts màxim), s'usen per a tractar la retenció fecal, eliminació de fecalomes, o el restrenyiment, com per exemple en les dones embarassades es fan servir per a alleujar la molèstia causada pel restrenyiment que a algunes els produeix la ingestió de suplements nutricionals de ferro, també s'usen per a alleujar la dolor durant la defecació per l'episiotomia o els punts de sutura a la zona vaginal que són molt dolorosos durant els primers dies del puerperi.

### Ènemes de retenció
Els ènemes de retenció que requereixen la retenció de la substància introduïda durant d'un mínim 30 minuts a diverses hores, s'usen per a introduir medicaments o substàncies ràdio opaques, com el sulfat de bari, i així visualitzar amb raigs x imatges del tracte intestinal inferior amb fins diagnòstics (Veure; ènema opac). També existeixen els ènemes per a alimentació via rectal, mesura en desús.
Els  ènemes clismafílics  són els que es realitzen com a vehicle per a obtenir excitació sexual, és a dir són part de pràctiques sexuals, com a expressió o variació de parafílies, sobretot sadomasoquiestes.

## Substàncies per ènemes
Els ènemes evacuants es realitzen amb aigua, solució salina, solucions sabonoses, emulsions amb oli o glicerina, solucions hipertòniques i hi ha també preparats comercials. Generalment totes aquestes substàncies s'apliquen a temperatura corporal (37 °C).
Els ènemes de retenció (de vegades precedits per ènemes d'evacuació o neteja) es fan amb oli d'oliva (ènema oliós o emolient), medicaments diversos com antihelmíntics o laxants i antisèptics, sulfat de bari i líquids amb nutrients en cas de l'ènema alimentari, així com líquids per hidratació (proctòlisi). En medicina natural s'usen ènemes de cafè per afeccions hepàtiques pel seu efecte colerètic.

## Contraindicacions
Generalment s'han d'evitar practicar ènemes en els següents casos:
- Inflamació intestinal o colitis i apendicitis
- Peritonitis
- Traumatisme abdominal
- Postoperatori de cirurgies abdominals